# Exodus (romanzo)
Exodus è un romanzo scritto nel 1958 dall'americano Leon Uris e descrive la nascita dello Stato di Israele. Il titolo deriva dal nome della nave che nel 1947 portava in Israele un numeroso gruppo di immigranti.
Il libro narra la storia di Ari Ben Canaan, che progetta un piano per trasferire un gruppo di rifugiati ebrei dal campo britannico dove si trovavano detenuti a Cipro verso la Palestina; l'operazione viene realizzata con l'aiuto del Mossad. La storia di Ari Ben Canaan si intreccia con quella di due ragazzi ebrei che si trovavano nel campo britannico a Cipro, e con la storia della nascita dello Stato di Israele.
Nel 1956, Uris era corrispondente nella guerra arabo-israeliana. Il libro fu pubblicato due anni dopo. Il romanzo divenne rapidamente un best seller internazionale secondo solo a Via col vento. Viene comunemente ritenuto che Leon Uris per descrivere la vita e la storia del protagonista di Exodus, Ari Ben Canaan, si sia ispirato alla vita e alla storia di Yitzhak Rabin. Dal romanzo fu tratto un film, diretto da Otto Preminger nel 1960 in cui Paul Newman recitava la parte di Ari Ben Canaan.

## Edizioni
- Leon Uris, Exodus, traduzione di A. Mattioli, collana I grandi tascabili, Bompiani, 2001,  p. 834, ISBN 88-452-4691-4.

- Leon Uris, Exodus, traduzione di A. Mattioli, collana uG - universale Gallucci, Gallucci, 2012,  p. 1008, ISBN 978-88-6145-268-8.